# ATIV Book 9
ATIV Book 9 là thương hiệu của máy tính thuộc một phần của dòng sản phẩm máy tính xách tay ATIV của Samsung Electronics Inc. Book 9 là sản phẩm chủ lực của dòng ATIV trong thiết kế và tính di động. Tất cả sản phẩm đều sử dụng Intel Core i5 hoặc i7 và bộ nhớ SSD. Là sản phẩm mỏng nhất (13,6 mm (0,54 in)) trong các sản phẩm, ATIV Book 9 là máy tính xách tay mỏng nhất thế giới. Một loạt sản phẩm Book 9 ra mắt với cầu hình khác nhau. Vào tháng 2 năm 2014, sẩn phẩm 13-inch và hai sản phẩm 15-inch trong dòng ATIV Book 9. Book 9 Plus có màn hình cảm ứng 13,3" với qHD+ Theo bài báo, các pixel dài và rộng của độ phân giải màn hình có thể khác với tỉ lệ tiêu chuẩn và ứng dụng của mô-đun tùy chỉnh màn hình. Độ phân giải màn hình (3200 x 1800) và phần thân bằng nhôm nguyên khối. Book 9 bao gồm bản màn hình 13,3" với độ phân giải FHD (1920 x 1080) và vỏ bằng magnesi, và bản màn hình 15,6" với độ phân giải FHD với thân nguyên khối. Cả hai phiên bản được bổ sung với vỏ nhựa cao cấp; Book 9 Lite với màn hình 13.3" độ phân giải HD và Book 9 Style với màn hình 15.6" độ phân giải FHD.

## Giải thưởng
- 2014 PC Magazine Reader's Choice Award[1]
- 2013 iF Design Award[2]
- 2012 iF Design Award[3]
- 2012 Good Design Award[4]
- 2011 DFA(Design For Asia) Award - giải 'đồng'[5]
- 2011 IDEA Design Award - Final List[6]
- 2011 CES Innovation Awards[7]
- 2011 TCO Design Award[8]

## Thông số kỹ thuật

### Bản 13-Inch
| Ngừng sản xuất | Hiện tại |

| Bản 13-inch    | Bản 13-inch                                                              | Bản 13-inch                                                              | Bản 13-inch                                                                                  | Bản 13-inch                                                                                  | Bản 13-inch                                                                                  | Bản 13-inch                                                                                  | Bản 13-inch                                                                                  | Bản 13-inch                                                                                  | Bản 13-inch                                                                                  | Bản 13-inch                                                                                  |
| -------------- | ------------------------------------------------------------------------ | ------------------------------------------------------------------------ | -------------------------------------------------------------------------------------------- | -------------------------------------------------------------------------------------------- | -------------------------------------------------------------------------------------------- | -------------------------------------------------------------------------------------------- | -------------------------------------------------------------------------------------------- | -------------------------------------------------------------------------------------------- | -------------------------------------------------------------------------------------------- | -------------------------------------------------------------------------------------------- |
| Ngày phát hành | 3/4/2011                                                                 | 2/16/2012                                                                | 5/9/2012                                                                                     | 7/30/2012                                                                                    | 3/17/2013                                                                                    | 6/4/2013                                                                                     | 7/27/2013                                                                                    | 8/22/2013                                                                                    | 1/6/2014                                                                                     | 1/9/2014                                                                                     |
| Model No.      | NP900X3A                                                                 | NP900X3B                                                                 | NP900X3C                                                                                     | NP900X3D                                                                                     | NP900X3E                                                                                     | NP900X3F                                                                                     | NP905S3G                                                                                     | NP940X3G                                                                                     | NP910S3G                                                                                     | NP900X3G                                                                                     |
| Vi xử lý       | Intel Core i5-2537M                                                      | Intel Core i5-2467M                                                      | Intel Core i5-2467M                                                                          | Intel Core i5-3317U                                                                          | Intel Core i7-3537U                                                                          | Intel Core i5-3337U                                                                          | AMD A6-1450                                                                                  | Intel Core i5-4200U                                                                          | Intel Core i3-4020Y                                                                          | Intel Core i5-4200U                                                                          |
| Đồ họa         | Intel HD3000                                                             | Intel HD3000                                                             | Intel HD3000                                                                                 | Intel HD4000                                                                                 | Intel HD4000                                                                                 | Intel HD4000                                                                                 | AMD Radeon HD8250                                                                            | Intel HD4400                                                                                 | Intel HD4200                                                                                 | Intel HD4400                                                                                 |
| Màn hình       | 13,3", 1.600 x 900, 400nit, chống phản chiếu                             | 13,3", 1.600 x 900, 400nit, chống phản chiếu                             | 13,3", 1.600 x 900, 400nit, chống phản chiếu                                                 | 13,3", 1.600 x 900, 400nit, chống phản chiếu                                                 | 13,3", 1.920 x 1.080, 300nit, chống phản chiếu                                               | 13,3", 1.920 x 1.080, 300nit, chống phản chiếu                                               | 13,3", 1.366 x 768, chống phản chiếu                                                         | 13,3", 3.200 x 1.800, 350nit, chống phản chiếu, cảm ứng                                      | 13,3", 1.366 x 768, chống phản chiếu                                                         | 13,3", 1.920 x 1.080, 300nit, chống phản chiếu                                               |
| RAM            | 4GB DDR3 với 1333 MHz                                                    | 4GB DDR3 với 1333 MHz                                                    | 4GB DDR3 với 1333 MHz                                                                        | 4GB DDR3 với 1600 MHz                                                                        | 4GB DDR3 với 1600 MHz                                                                        | 4GB DDR3 với 1600 MHz                                                                        | 4GB DDR3L với 1066 MHz                                                                       | 4GB DDR3L với 1600 MHz                                                                       | 4GB DDR3L với 1600 MHz                                                                       | 8GB DDR3L với 1600 MHz                                                                       |
| Bộ nhớ         | 128GB SSD                                                                | 128GB SSD                                                                | 128GB SSD                                                                                    | 128GB SSD                                                                                    | 128GB SSD                                                                                    | 128GB SSD                                                                                    | 128GB SSD                                                                                    | 128GB SSD                                                                                    | 128GB SSD                                                                                    | 128GB SSD                                                                                    |
| Đa phương tiện | 1,5W x 2 loa, 1.3M HD máy ảnh                                            | 1,5W x 2 loa, 1.3M HD máy ảnh                                            | 1,5W x 2 loa, 1.3M HD máy ảnh                                                                | 1,5W x 2 loa, 1.3M HD máy ảnh                                                                | 1,5W x 2 loa, 1.3M HD máy ảnh                                                                | 1,5W x 2 loa, 1.3M HD máy ảnh                                                                | 1,5W x 2 loa, 720p HD máy ảnh                                                                | 1,5W x 2 loa, 720p HD máy ảnh                                                                | 1,5W x 2 loa, 720p HD máy ảnh                                                                | 1,5W x 2 loa, 720p HD máy ảnh                                                                |
| Wireless       | 802.11 b/g/n 2x2, BT3.0                                                  | 802.11 b/g/n 2x2, BT3.0                                                  | 802.11 b/g/n 2x2, BT3.0                                                                      | 802.11 a/b/g/n 2x2, BT4.0                                                                    | 802.11 a/b/g/n 2x2, BT4.0                                                                    | 802.11 a/b/g/n 2x2, BT4.0                                                                    | 802.11 b/g/n 1x1, BT4.0                                                                      | 802.11 a/b/g/n 2x2, BT4.0                                                                    | 802.11 b/g/n 1x1, BT4.0                                                                      | 802.11 a/b/g/n 2x2, BT4.0                                                                    |
| Cổng xuất/nhập | Micro HDMI, tai nghe, Mic, 1 x USB 3.0, 1 x USB 2.0, Micro SD, Mini RJ45 | Micro HDMI, tai nghe, Mic, 1 x USB 3.0, 1 x USB 2.0, Micro SD, Mini RJ45 | Mini VGA, Micro HDMI, tai nghe/Mic Combo, 1 x USB 3.0, 1 x USB 2.0, thẻ 3-trong-1, Mini RJ45 | Mini VGA, Micro HDMI, tai nghe/Mic Combo, 1 x USB 3.0, 1 x USB 2.0, thẻ 3-trong-1, Mini RJ45 | Mini VGA, Micro HDMI, tai nghe/Mic Combo, 1 x USB 3.0, 1 x USB 2.0, thẻ 3-trong-1, Mini RJ45 | Mini VGA, Micro HDMI, tai nghe/Mic Combo, 1 x USB 3.0, 1 x USB 2.0, thẻ 3-trong-1, Mini RJ45 | Mini VGA, Micro HDMI, tai nghe/Mic Combo, 1 x USB 3.0, 1 x USB 2.0, thẻ 3-trong-1, Mini RJ45 | Mini VGA, Micro HDMI, tai nghe/Mic Combo, 1 x USB 3.0, 1 x USB 2.0, thẻ 3-trong-1, Mini RJ45 | Mini VGA, Micro HDMI, tai nghe/Mic Combo, 1 x USB 3.0, 1 x USB 2.0, thẻ 3-trong-1, Mini RJ45 | Mini VGA, Micro HDMI, tai nghe/Mic Combo, 1 x USB 3.0, 1 x USB 2.0, thẻ 3-trong-1, Mini RJ45 |
| Nhập           | 82 Key, Touch Pad                                                        | 82 Key, Touch Pad                                                        | 81 phím Backlit, Touch Pad, ALS                                                              | 81 phím Backlit, Touch Pad, ALS                                                              | 81 phím Backlit, Touch Pad, ALS                                                              | 81 phím Backlit, Touch Pad, ALS                                                              | 81 phím, ClickPad                                                                            | 81 phím Backlit, Touch Pad, ALS                                                              | 81 phím, ClickPad                                                                            | 81 phím Backlit, Touch Pad, ALS                                                              |
| Nguồn          | 40Watt, pin 40Wh                                                         | 40Watt, pin 40Wh                                                         | 40Watt, pin 40Wh                                                                             | 40Watt, pin 44Wh                                                                             | 40Watt, pin 44Wh                                                                             | 40Watt, pin 44Wh                                                                             | 40Watt, pin 30Wh                                                                             | 40Watt, pin 55Wh                                                                             | 40Watt, pin 30Wh                                                                             | 40Watt, pin 44Wh                                                                             |
| Kích thước     | 328,5 x 227,0 x 16,3mm, 1,31 kg                                          | 313,8 x 218,5 x 12,9mm, 1,31 kg                                          | 313,8 x 218,5 x 12,9mm, 1,31 kg                                                              | 313,8 x 218,5 x 13,2mm, 1,13 kg                                                              | 313,8 x 218,5 x 13,2mm, 1,13 kg                                                              | 313,8 x 218,5 x 13,2mm, 1,13 kg                                                              | 324,0 x 224,0 x 16,9mm, 1,44 kg                                                              | 319,0 x 224,0 x 16,9mm, 1,44 kg                                                              | 324,0 x 224,0 x 16,9mm, 1,44 kg                                                              | 313,8 x 218,5 x 13,2mm, 1,13 kg                                                              |
| Chất liệu      | Duralumin                                                                | Nhôm                                                                     | Nhôm                                                                                         | Magnesi                                                                                      | Nhôm                                                                                         | Magnesi                                                                                      | Nhựa(đen, trắng, hồng, xanh)                                                                 | Nhôm                                                                                         | Nhựa(đen, trắng, hồng, xanh)                                                                 | Ma-ghê                                                                                       |
| OS             | Windows 7 Home                                                           | Windows 7 Home                                                           | Windows 7 Home                                                                               | Windows 8                                                                                    | Windows 8                                                                                    | Windows 8                                                                                    | Windows 8                                                                                    | Windows 8                                                                                    | Windows 8                                                                                    | Windows 8.1                                                                                  |

### Bản 11-Inch và 15-Inch
| Ngừng sản xuất | Hiện tại |

| Bản 11-inch và 15-inch | Bản 11-inch và 15-inch                                        | Bản 11-inch và 15-inch                                        | Bản 11-inch và 15-inch                                                                       | Bản 11-inch và 15-inch                                                                       | Bản 11-inch và 15-inch                                                                       | Bản 11-inch và 15-inch                                                                 | Bản 11-inch và 15-inch                                                                 |
| ---------------------- | ------------------------------------------------------------- | ------------------------------------------------------------- | -------------------------------------------------------------------------------------------- | -------------------------------------------------------------------------------------------- | -------------------------------------------------------------------------------------------- | -------------------------------------------------------------------------------------- | -------------------------------------------------------------------------------------- |
| Ngày phát hành         | 5/3/2011                                                      | 7/10/2011                                                     | 3/28/2012                                                                                    | 5/4/2012                                                                                     | 5/30/2012                                                                                    | 2/12/2014                                                                              | 2/26/2014                                                                              |
| Model No.              | NP900X1A                                                      | NP900X1B                                                      | NP900X4B                                                                                     | NP900X4C                                                                                     | NP900X4D                                                                                     | NP930X5J                                                                               | NP910S5J                                                                               |
| Vi xử lý               | Intel Core i3 380UM                                           | Intel Core i5-2537M                                           | Intel Core i7-2637M                                                                          | Intel Core i7-3517U                                                                          | Intel Core i7-3317U                                                                          | Intel Core i7-4500U                                                                    | Intel Core i5-4200U                                                                    |
| Đồ họa                 | Intel GMA HD                                                  | Intel HD3000                                                  | Intel HD3000                                                                                 | Intel HD4000                                                                                 | Intel HD4000                                                                                 | Intel HD4400                                                                           | Intel HD4400                                                                           |
| Màn hình               | 11,6", 1.366 x 768, 340nit, chống phản chiếu                  | 11,6", 1.366 x 768, 340nit, chống phản chiếu                  | 15,0", 1.600 x 900, 400nit, chống phản chiếu                                                 | 15,0", 1.600 x 900, 400nit, chống phản chiếu                                                 | 15,0", 1.600 x 900, 400nit, chống phản chiếu                                                 | 15,6", 1.920 x 1.080, 300nit, chống phản chiếu                                         | 15,6", 1.920 x 1.080, 300nit, chống phản chiếu                                         |
| RAM                    | 2GB DDR3 với 1333 MHz                                         | 2GB DDR3 với 1333 MHz                                         | 8GB DDR3 với 1333 MHz                                                                        | 8GB DDR3 với 1600 MHz                                                                        | 4GB DDR3 với 1600 MHz                                                                        | 8GB DDR3L với 1600 MHz                                                                 | 4GB DDR3L với 1600 MHz                                                                 |
| Bộ nhớ                 | 128GB SSD                                                     | 128GB SSD                                                     | 128GB SSD                                                                                    | 128GB SSD                                                                                    | 128GB SSD                                                                                    | 256GB SSD                                                                              | 128GB SSD                                                                              |
| Đa phương tiện         | 1,5W x 2 loa, 1,3M HD máy ảnh                                 | 1,5W x 2 loa, 1,3M HD máy ảnh                                 | 2W x 2 loa, 1,3M HD máy ảnh                                                                  | 2W x 2 loa, 1,3M HD máy ảnh                                                                  | 2W x 2 loa, 1,3M HD máy ảnh                                                                  | 2W x 2 loa, WM5102 Lossless audio DAC, 720p HD máy ảnh                                 | 2W x 4 loa, 720p HD máy ảnh                                                            |
| Wireless               | 802.11 b/g/n 2x2, BT3.0                                       | 802.11 b/g/n 2x2, BT3.0                                       | 802.11 a/b/g/n 2x2, BT3.0                                                                    | 802.11 a/b/g/n 2x2, BT4.0                                                                    | 802.11 a/b/g/n 2x2, BT4.0                                                                    | 802.11 ac 2x2, BT4.0                                                                   | 802.11 ac 1x1, BT4.0                                                                   |
| Cổng xuất/nhập         | HDMI, tai nghe, Mic, 1 x USB 3.0, 1 x USB 2.0, Micro SD, RJ45 | HDMI, tai nghe, Mic, 1 x USB 3.0, 1 x USB 2.0, Micro SD, RJ45 | Mini VGA, Micro HDMI, tai nghe/Mic Combo, 2 x USB 3.0, 1 x USB 2.0, thẻ 3-trong-1, Mini RJ45 | Mini VGA, Micro HDMI, tai nghe/Mic Combo, 2 x USB 3.0, 1 x USB 2.0, thẻ 3-trong-1, Mini RJ45 | Mini VGA, Micro HDMI, tai nghe/Mic Combo, 2 x USB 3.0, 1 x USB 2.0, thẻ 3-trong-1, Mini RJ45 | Mini VGA, HDMI, tai nghe/Mic Combo, 2 x USB 3.0, 1 x USB 2.0, thẻ 3-trong-1, Mini RJ45 | Mini VGA, HDMI, tai nghe/Mic Combo, 2 x USB 3.0, 1 x USB 2.0, thẻ 3-trong-1, Mini RJ45 |
| Nhập                   | 82 phím, Touch Pad                                            | 82 phím, Touch Pad                                            | 87 Key, Touch Pad                                                                            | 87 phím Backlit, ClickPad, ALS                                                               | 87 phím Backlit, ClickPad, ALS                                                               | 87 phím Backlit, ClickPad, ALS                                                         | 87 phím, ClickPad                                                                      |
| Nguồn                  | 40Watt, pin 42Wh                                              | 40Watt, pin 42Wh                                              | 40Watt, pin 62Wh                                                                             | 40Watt, pin 62Wh                                                                             | 40Watt, pin 62Wh                                                                             | 40Watt, pin 62Wh                                                                       | 40Watt, pin 55Wh                                                                       |
| Kích thước             | 298 x 197,5 x 16,5mm, 1,06 kg                                 | 298 x 197,5 x 16,5mm, 1,06 kg                                 | 356,9 x 237 x 14,9mm, 1,65 kg                                                                | 356,9 x 237 x 14,9mm, 1,65 kg                                                                | 356,9 x 237 x 14,9mm, 1,58 kg                                                                | 374,3 x 249,9 x 14,9mm, 1,78 kg                                                        | 374,3 x 249,9 x 17,5mm, 1,95 kg                                                        |
| Chất liệu              | Duralumin                                                     | Duralumin                                                     | Nhôm                                                                                         | Nhôm                                                                                         | Magnesi                                                                                      | Nhôm                                                                                   | Nhựa                                                                                   |
| OS                     | Windows 7 Home                                                | Windows 7 Home                                                | Windows 7 Pro                                                                                | Windows 7 Home                                                                               | Windows 7 Home                                                                               | Windows 8.1                                                                            | Windows 8.1                                                                            |